# Besasie Automotive Company
Besasie Automotive Company Inc. (in der Literatur Besasie Automobile Company Inc.) war ein US-amerikanischer Hersteller von Automobilen.

## Unternehmensgeschichte
Das Unternehmen wurde am 21. August 1991 in Milwaukee in Wisconsin gegründet. Inhaber waren Joseph und Raymond Besasie, die vorher bei Excalibur tätig waren. Die Produktion von Automobilen begann je nach Quelle 1991 oder 1993. Der Markenname lautete Besasie. Zusätzlich war die Marke Baci geschützt. Automotive News berichtete am 19. Dezember 1994, dass ein Händler aus Hongkong Fahrzeuge orderte. 1995 oder 1996 endete die Produktion. Insgesamt entstanden 14 Fahrzeuge.

## Fahrzeuge
Das einzige Modell war der Baci. Ein Gitterrahmen aus Stahlrohren bildete die Basis. Ein V8-Motor vom Ford Thunderbird mit 5000 cm³ Hubraum trieb die Fahrzeuge an. Spätere Ausführungen hatten einen Motor mit 4600 cm³ Hubraum. Zur Wahl standen Roadster und Cabriolet. Die Fahrzeuge entsprachen optisch den 1930er Jahren. Die vorderen Kotflügel waren lang auslaufend und reichten bis zu den hinteren Kotflügeln. Der Kühlergrill war auffallend schräg montiert. Die Scheinwerfer waren teilintegriert. Die vordere Stoßstange war dreigeteilt und mit Gummi belegt.
Ein Oldtimerhändler verkaufte gebraucht das sechste Fahrzeug von 1994 für rund 50.000 US-Dollar und das dreizehnte Fahrzeuge von 1995 für 47.000 US-Dollar. Die Nr. 14 von 1996 hat dieser Händler ebenfalls verkauft.